# Jonathan Glazer
Pour les articles homonymes, voir Glazer.
 (novembre 2020).
Si vous disposez d'ouvrages ou d'articles de référence ou si vous connaissez des sites web de qualité traitant du thème abordé ici, merci de compléter l'article en donnant les références utiles à sa vérifiabilité et en les liant à la section « Notes et références ».
Jonathan Glazer (prononcé en anglais : [ˈd͡ʒɒnəθən ˈɡleɪzə]), né le 26 mars 1965 à Londres, est un réalisateur de cinéma britannique.

## Biographie
Jonathan Glazer, réalisateur et scénariste né à Londres, entame une carrière dans le théâtre avant de se rediriger vers le cinéma.
Son œuvre est souvent caractérisée par la représentation de personnages désespérés lui permettant d'explorer des thèmes comme la solitude, l'aliénation créant une esthétique visuelle audacieuse couplée à une musique volontairement dramatique.
Jonathan Glazer a reçu six nominations pour les Bafta Awards, la Palme d'Or, et deux fois pour à la fois le Lion d'Or et le Grand Prix du Jury du Festival du Film de Venise. Pour La Zone d'intérêt, il a remporté à la fois le Grand Prix et le Prix FIPRESCI (critique internationale) au Festival de Cannes 2023. Il a été nommé pour l'Oscar du meilleur réalisateur et l'Oscar du meilleur scénario adapté lors de la 96e cérémonie des Oscars.
Il a réalisé de nombreux vidéoclips pour Radiohead, Massive Attack, Richard Ashcroft et d'autres. Pour son travail, il a reçu deux fois des nominations pour le MTV Video Music Award de la meilleure réalisation, consécutivement pour son travail sur Virtual Insanity de Jamiroquai et Karma Police de Radiohead. Il a également réalisé des publicités pour Kodak, Sony, Nike, Barclays et Alexander McQueen, entre autres.

## Éléments biographiques
Jonathan Glazer est né dans une famille juive à Londres et a fréquenté l'école de Hadley, un quartier de l'arrondissement de Barnet. Son père était un cinéphile avec qui il regardait fréquemment des films de David Lean.
Après avoir obtenu son diplôme en conception de décors de théâtre à l'Université de Nottingham Trent, Glazer a commencé sa carrière en dirigeant des pièces de théâtre et en réalisant des bandes-annonces de films et de télévision.

## Carrière
En 1993, Glazer a écrit et réalisé trois courts métrages (Mad, Pool et Commission) et a rejoint Academy Commercials, une société de production basée au centre de Londres. Il a réalisé des campagnes acclamées pour Guinness (Dreamer, Swimblack et Surfer) et Stella Artois (Devil's Island). Depuis le milieu des années 1990, il a réalisé un certain nombre de vidéoclips importants et a été nommé réalisateur MTV de l'année 1997. Il a qualifié son clip pour le single Street Spirit de Radiohead de 1996 de « tournant » dans son travail : « Parce que [Radiohead] a trouvé sa propre voix en tant qu'artiste à ce moment-là, j'avais l'impression de me rapprocher de la mienne, et j'étais sûr que je pouvais faire des choses émouvantes, avec une sorte de poésie… de valeur prosaïque. Cela a été pour moi un moment clé. » 
En 2000, il réalise son premier long-métrage, le film de gangsters britannique Sexy Beast, acclamé par la critique, avec Ray Winstone et Ben Kingsley, ce dernier ayant reçu une nomination pour l'Oscar du meilleur acteur dans un second rôle. En 2004, il réalise aux États-Unis son deuxième long métrage Birth, avec Nicole Kidman en vedette.
En 2001, Glazer a réalisé le spot « Odyssey » pour Levi Strauss Jeans. En 2006, il a réalisé la deuxième publicité télévisée Sony BRAVIA, dont le tournage a nécessité 10 jours et 250 personnes. La publicité a été filmée dans un domaine de Glasgow et montrait de la peinture explosant partout dans les tours. Plus tard la même année, il fut chargé de réaliser une publicité télévisée pour le nouveau téléphone Motorola Red. La publicité, montrant deux corps noirs nus émergeant d'un morceau de chair tournant sur un tour de potier, devait être diffusée en septembre 2006 mais a été mise de côté par Motorola. La publicité devait profiter à plusieurs associations caritatives en Afrique.
En 2013, il réalise Under the Skin, une adaptation libre du roman de science-fiction du même nom de Michel Faber avec Scarlett Johansson. Le film a été présenté en première au Telluride Film Festival 2013 et est sorti en salles en 2014, recueillant des critiques élogieuses. Le film a été nommé meilleur film de 2014 par de nombreux critiques et publications, a été inclus dans de nombreuses listes des meilleurs de la décennie et s'est classé 61e sur la liste des 100 plus grands films du XXIe siècle de la BBC, un sondage international auprès de 177 grands critiques.
Under the Skin fait l'objet d'un livre non-fictionnel de 2019 intitulé Alien in the Mirror de l'auteur Maureen Foster, une analyse approfondie du film scène par scène et des coulisses.
Jonathan Glazer revient en salles dix ans après avec La Zone d'intérêt, qui remporte le Grand Prix du festival de Cannes, un César et deux Oscar.

## Filmographie

### Longs métrages
- 2000 : Sexy Beast
- 2004 : Birth
- 2013 : Under the Skin
- 2023 : La Zone d'intérêt (The Zone of Interest)

### Courts métrages
- 2019 : The Fall
- 2020 : Strasbourg 1518

### Clips
- Street Spirit (Fade Out) de Radiohead
- Virtual Insanity de Jamiroquai
- A Song For The Lovers de Richard Ashcroft
- The Universal de Blur
- Live With Me de Massive Attack
- Karma Police de Radiohead
- Rabbit in Your Headlights de UNKLE
- Treat Me Like Your Mother de The Dead Weather

## Distinctions

### Récompenses
- Festival de Cannes 2023 : Grand Prix pour La Zone d'intérêt
- Oscars 2024 : meilleur film international pour La Zone d'intérêt
- César 2025 : meilleur film étranger pour La Zone d'intérêt

### Nominations
- Oscars 2024 : meilleur réalisateur et meilleur scénario adapté pour La Zone d'intérêt